# McDonald Lake, Nova Scotia
McDonald Lake är en sjö i Kanada.   Den ligger i provinsen Nova Scotia, i den östra delen av landet, 1 100 km öster om huvudstaden Ottawa. McDonald Lake ligger 172 meter över havet. Arean är 0,16 kvadratkilometer. Den ligger på ön Kap Bretonön. McDonald Lake ligger vid sjön Pringle Lake. Den sträcker sig 0,6 kilometer i nord-sydlig riktning, och 0,5 kilometer i öst-västlig riktning.
I omgivningarna runt McDonald Lake växer i huvudsak blandskog. Runt McDonald Lake är det mycket glesbefolkat, med 6 invånare per kvadratkilometer.